# 第四代格雷伯爵艾伯特·格雷
第四代格雷伯爵艾伯特·格雷（Albert Grey, 4th Earl Grey，1851年11月28日—1917年8月29日）是第九任加拿大總督，英國自由黨的成員。
艾伯特·格雷是十九世紀英國首相第二代格雷伯爵查爾斯·格雷的孫子，他在1894年從伯父亨利·格雷（Henry Grey, 3rd Earl Grey）繼承了伯爵爵位。1904年，他受首相阿瑟·貝爾福推薦指派為加拿大總督，直到1911年卸任。加拿大式足球的格雷杯以他命名。